# Geledés - Instituto da Mulher Negra

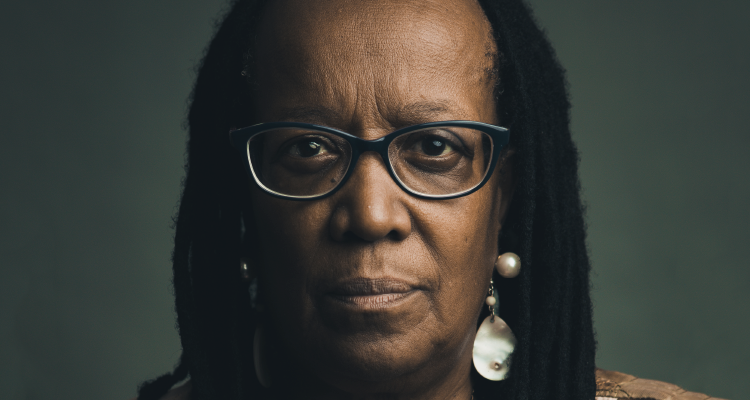
Sueli Carneiro é fundadora e do Geledés Instituto da Mulher

A Geledés - Instituto da Mulher Negra é uma organização política brasileira de mulheres negras contra o racismo e sexismo, tendo como principal objetivo erradicar a discriminação presente na sociedade que afeta indivíduos com essas características, sem desencorajar a luta contra todas as restantes formas de discriminação, tais como a homofobia, a discriminação baseada em preconceitos regionais, de credo, opinião e de classe social, tendo em vista que todos os alvos de discriminação são afetados pela iniquidade que tende a restringir a fruição de uma plena cidadania. Seu nome deriva do conceito de Guelede, sociedades secretas femininas na cultura iorubá.
É uma das maiores ONGs de feminismo negro do Brasil com várias campanhas e ações significativas contra o racismo.
A Geledés atua nas áreas de ação política e social, em âmbito racial, de gênero, a educação, a saúde, a comunicação, o mercado de trabalho, a pesquisa, políticas públicas e todas as interações desses temas, com direitos humanos, desenvolvendo projetos próprios ou mesmo em parcerias com outras organizações, e também mantendo todos os seus canais de comunicação sempre atualizados, referente a todos os acontecimentos relacionados ao setor de direitos humanos, buscando expandir as notícias mundiais e informações referente aos projetos em andamentos.

## História
A Geledés foi fundado em 30 de abril de 1988, na capital paulista.
Geledés é originalmente uma forma de sociedade secreta feminina de caráter religioso existente nas sociedades tradicionais Iorubás. Expressa o poder feminino sobre a fertilidade da terra, a procriação e o bem estar da comunidade.
A Geledés foi fundada no intuito de estimular uma estratégia para dar visibilidade ao problema racial do Brasil.
Onde, em 1988, as integrantes, Solimar Carneiro, Edna Roland, Sueli Carneiro, Nilza Iraci, Ana Lucia Xavier Teixeira e Maria Lucia da Silva se reuniram na casa de uma das integrantes e fundaram a ONG, a qual ainda não tinha sede, e foram em busca de recursos para expandir seus pensamentos. Conseguiram então, realizar uma parceria com a fundação FORD, através do projeto SOS Racismo, conquistando assim a consolidação do estabelecimento da ONG.
Já, em 1996, iniciaram relações com o estado, especificamente, parcerias com o Ministério da Justiça, o qual pode acrescentar de maneira estratégica para o crescimento e desenvolvimento da ONG.
Na década de 90, a Geledés, participou de diversos movimentos convocadas pela ONU com o objetivo de sensibilizar governos e a sociedade civil para a discussão do processo crescente de exclusão das populações pobres e discriminadas, e assim passou a desenvolver inúmeros projetos e ações sociais, consolidando a problemática da mulher negra envolvida com o sexismo na sociedade brasileira, e impulsionando o debate sobre a necessidade de adoção de políticas públicas inclusivas para a realização do princípio de igualdade de oportunidades para todos.
A organização conta com aparições políticas nos campos nacionais, regionais e internacionais, sempre promovendo a ideia de evidenciar o racismo existente na sociedade brasileira e a discriminação existente no mundo.
A direção de Geledés, é formada exclusivamente por mulheres negras, entretanto pode-se contar com diversas equipes de trabalho, onde nestas possuem colaboradores homens e mulheres, negro/as e brancos/as, sem distinção de solidários aptos a ajudar com suas propostas de ações política.
Geledés colabora com instituições acadêmicas para preencher a lacuna entre pesquisa e ativismo. Ao estabelecer parcerias com investigadores, académicos e instituições de ensino, a organização garante que as suas iniciativas são informadas por conhecimentos académicos e contribui para o conhecimento académico sobre raça, género e justiça social.
A organização reconhece a importância de envolver e capacitar os jovens. Geledés desenvolve programas e iniciativas especificamente concebidos para enfrentar os desafios enfrentados pelos jovens, promovendo competências de liderança e proporcionando uma plataforma para que as suas vozes sejam ouvidas na luta contra a discriminação.

## Projetos
- SOS Racismo - É um serviço de assistência jurídica gratuita que o Geledés oferece a vítimas de discriminação racial e violência sexual.[5]
- PLP 2.0 - Um aplicativo de celular disponível para mulheres vítimas de violência doméstica onde quando EXECUTADO, o próprio aplicativo aciona as redes de atendimento, além de gravar áudios e vídeos, para adquirir provas da violência e oferecer rápido auxílio às vítimas.[6]
- Projeto Rappers - Desenvolvido de 1992 á 1998, um projeto específico para a juventude negra, onde o a partir de questionamentos referente aos preconceitos sofridos pela juventude rapper, o Geledés resolveu realizar uma palestra com bandas rappers para que pudessem sanar algumas dúvidas. Desde então, nasceu uma parceria pioneira entre uma ONG e bandas de rap que se tornou referência para muitas experiências que se desenvolveram posteriormente no país.[7]
- Curso Promotoras Legais Populares - Resultado de um parceria do Geledés - Instituto de Mulher negra com a Secretaria de Políticas, projeto onde as mulheres da Prefeitura de Itaquaquecetuba e da ONG Instituto de Cidadania Raízes, receberão cursos, em formato de palestras à distância, em temas como Violência contra mulheres, Saúde Integral das mulheres,Tráfico de pessoas, dentre outros temas direcionados ao direitos humanos das mulheres.
- Concurso Planos de Aula - Com objetivo de incentivar os professores de escolas públicas brasileiras, o Geledés - Instituto da Mulher Negra, desenvolveu o concurso de planos de aula, para que assim as matérias relacionadas ao ensino de cultura negra e sua diversidade fossem inseridos em suas atividades em sala de aula.[8]

## Prêmios
- Concurso Desafio de Impacto Social Google|Brasil - 2014[6]
- Prêmio Kalman Silvert - 2021
- Insígnia da Ordem de Rio Branco - 2023[9]